# Eletricista

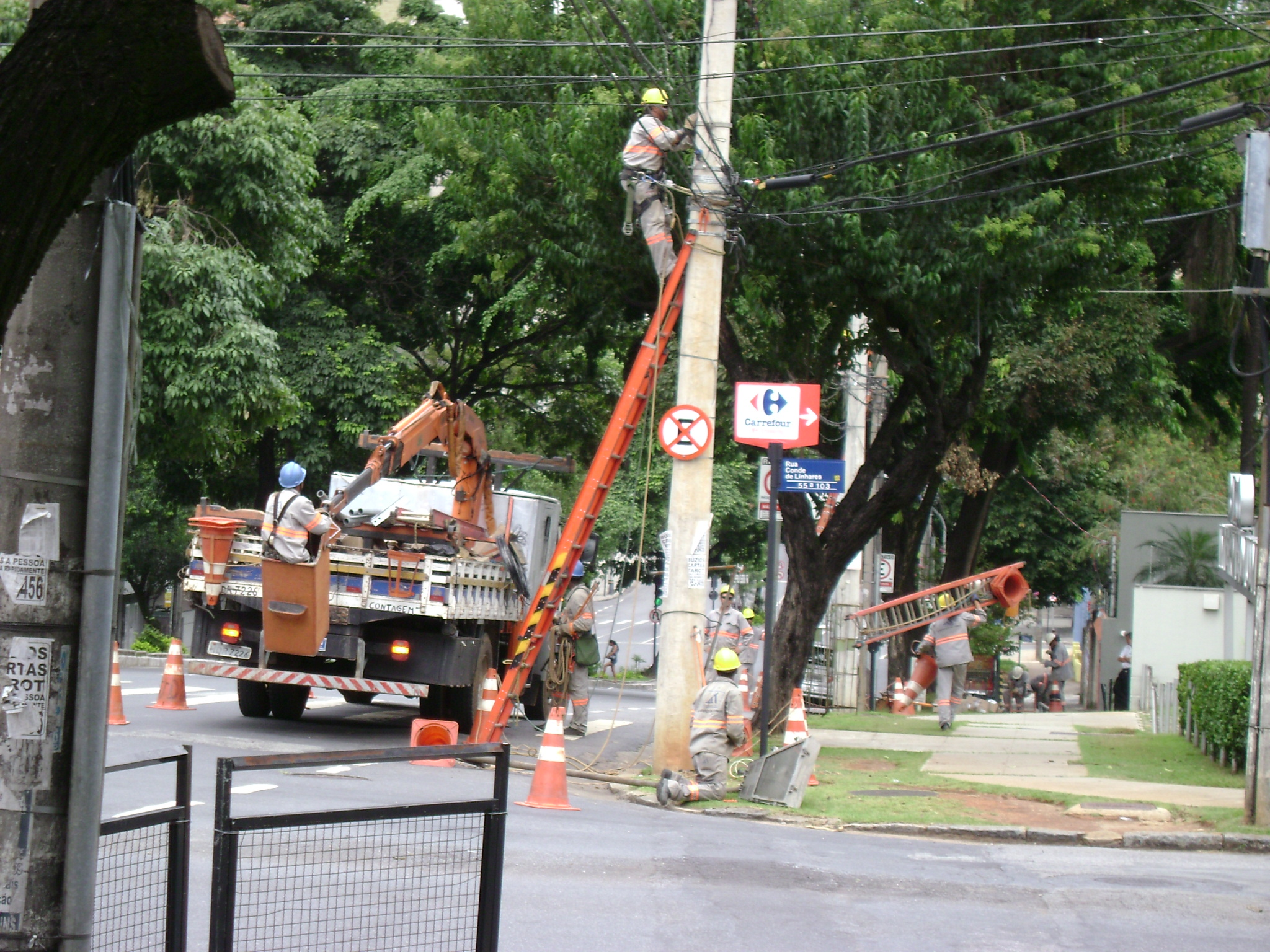
Eletricistas a trabalhar em Belo Horizonte.

Eletricista (AO 1945: electricista) é o profissional que atua na implementação e manutenção de instalações elétricas.

## Descrição

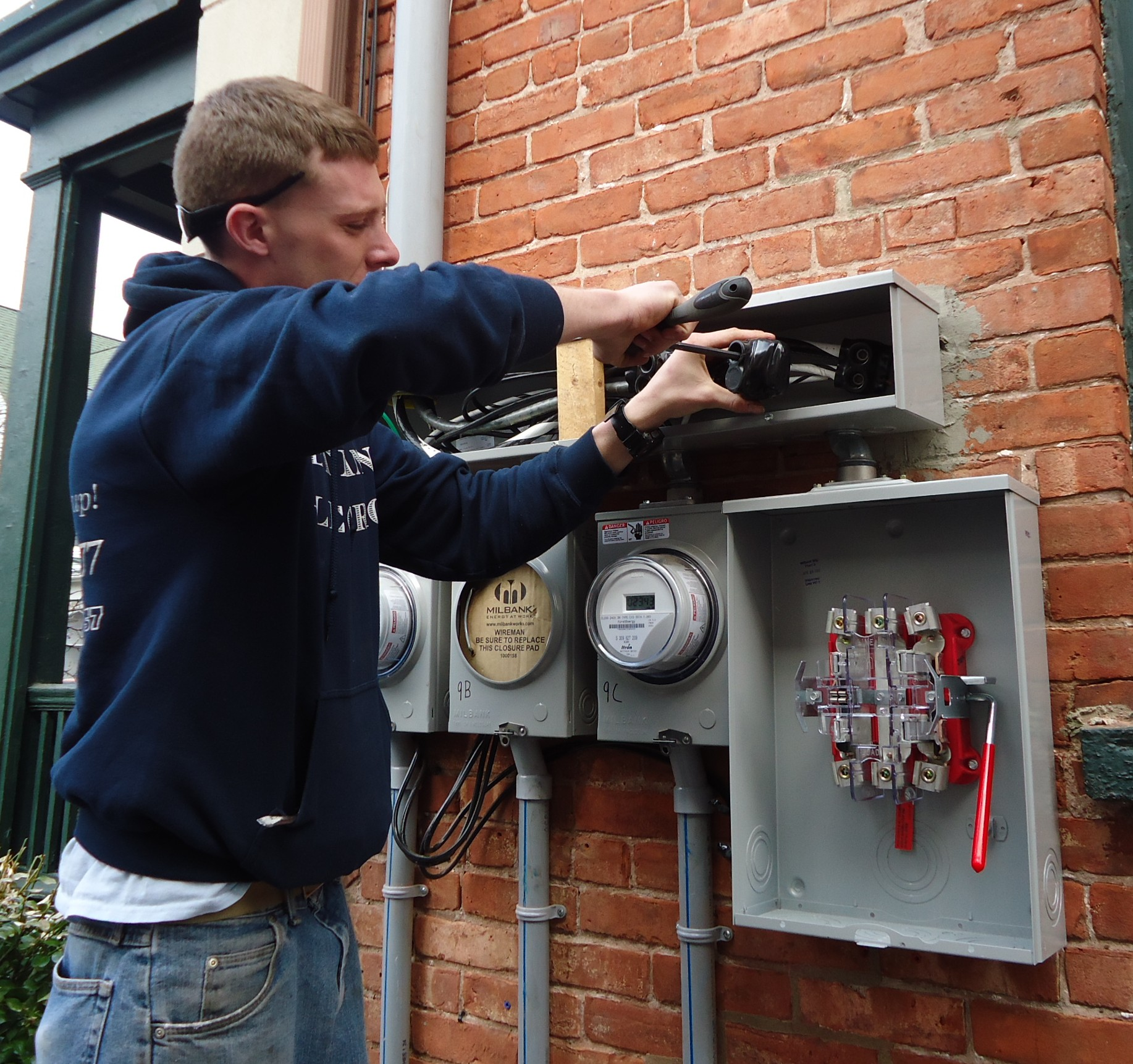
Eletricista trabalhando em uma instalação elétrica residencial.

Um eletricista é o especialista em instalações elétricas residenciais e industriais. Eletricistas podem ser empregados em instalação de novas componentes elétricas ou em manutenção e reparação de infra-estruturas elétricas existentes. Os eletricistas também especializam-se em instalações elétricas de navios, aviões, e outras plataformas móveis, assim como dados e cabos.

## Terminologia

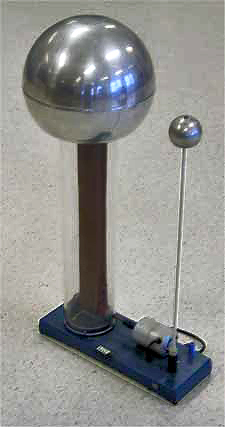
Gerador eletrostático ou gerador de Van de Graaff.

Os eletricistas eram originalmente pessoas que demostravam ou estudavam os princípios de eletricidade ou geradores eletrostáticos de uma ou outras formas.

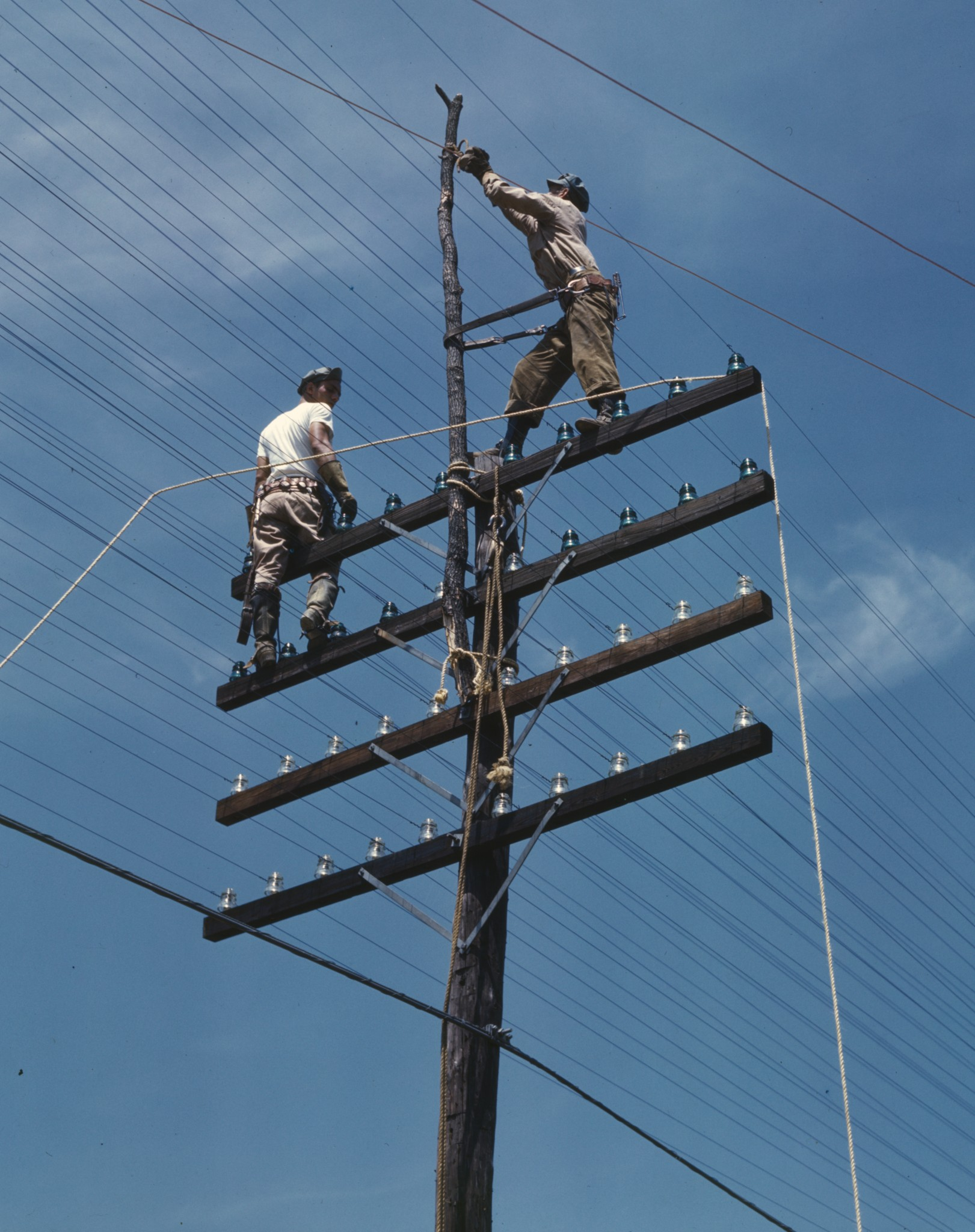
Eletricistas montadores de linhas de transmissão.

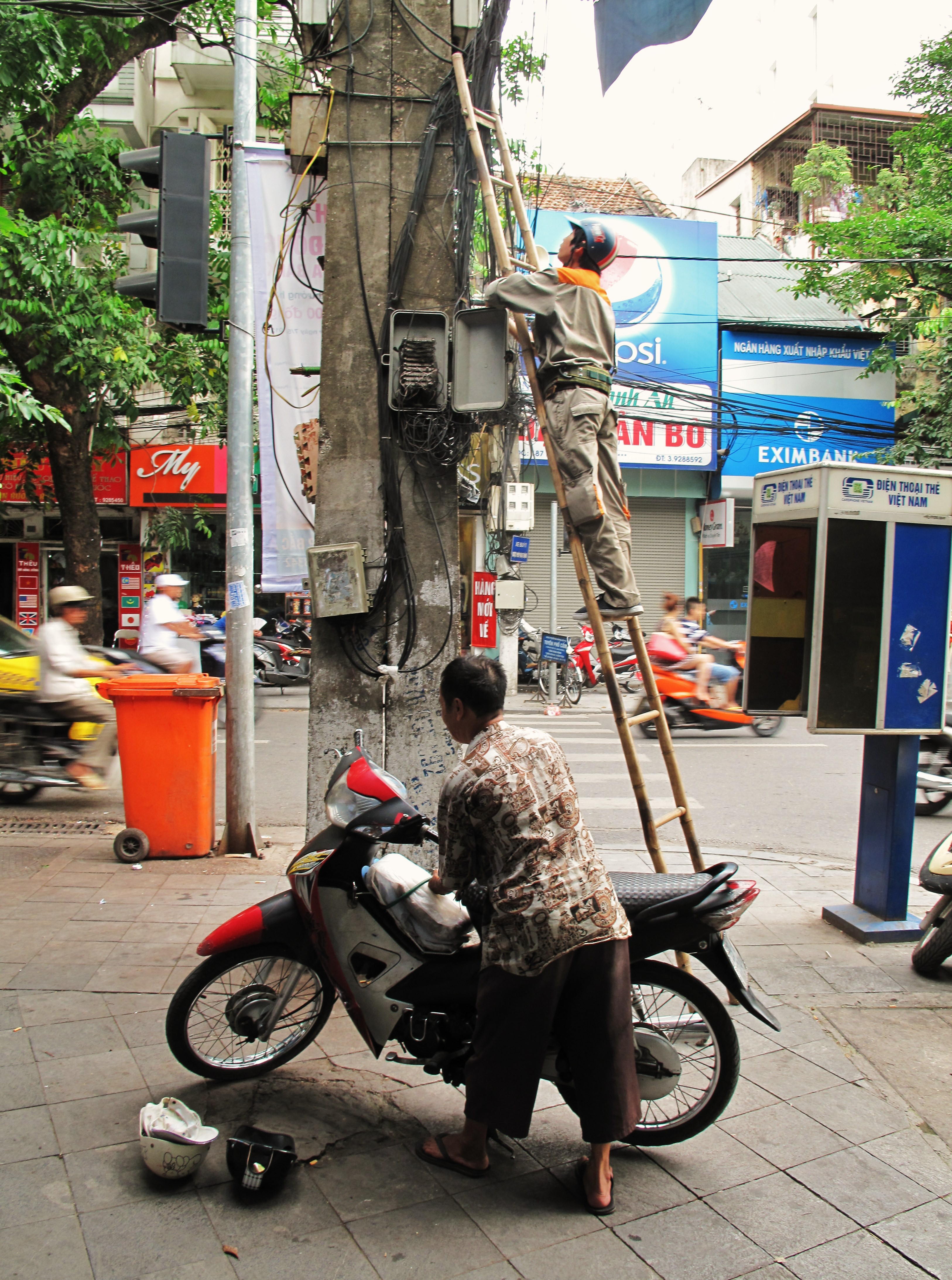
Eletricista de baixa tensão.

Nos Estados Unidos, eletricistas estão divididos em duas categorias: montadores de linhas, que trabalham na companhia elétrica de sistemas de transporte e distribuição em alta tensão, e montadores de instalações elétricas, que trabalham com tensões definidas para baixa tensão, utilizadas no uso doméstico e industrial. Os montadores de instalações elétricas, são geralmente capacitados em uma das cinco principais especialidade: comercial, residencial, iluminação industrial, industrial, e instalações elétricas em baixa tensão. Outras subespecialidades como controle de instalações elétricas e alarme de incêndios, possivelmente são exigidos em especialistas capacitados com dispositivos a serem instalados.
Os eletricistas são definidos entre três níveis: aprendiz, experiente (confiável), e mestre (chefe). Normalmente os aprendizes são trabalhadores ou formandos que estão em fase de aprendizagem desta profissão. Estes geralmente recebem aulas e instruções durante um tempo definido, e depois passam num estágio durante um determinado tempo, onde adquirem experiências práticas de tudo o que aprenderam.
Os experientes são eletricistas que terminaram o seu aprendizado e que lhes são atribuídos uma licença ou um certificado de competência para a sua corporação local, estadual ou nacional nesta ocupação.
Os eletricistas mestres são aqueles que têm dirigido estas atividades por um período de tempo, normalmente de sete à dez anos, e têm passado a exemplificar seu o conhecimento superior.

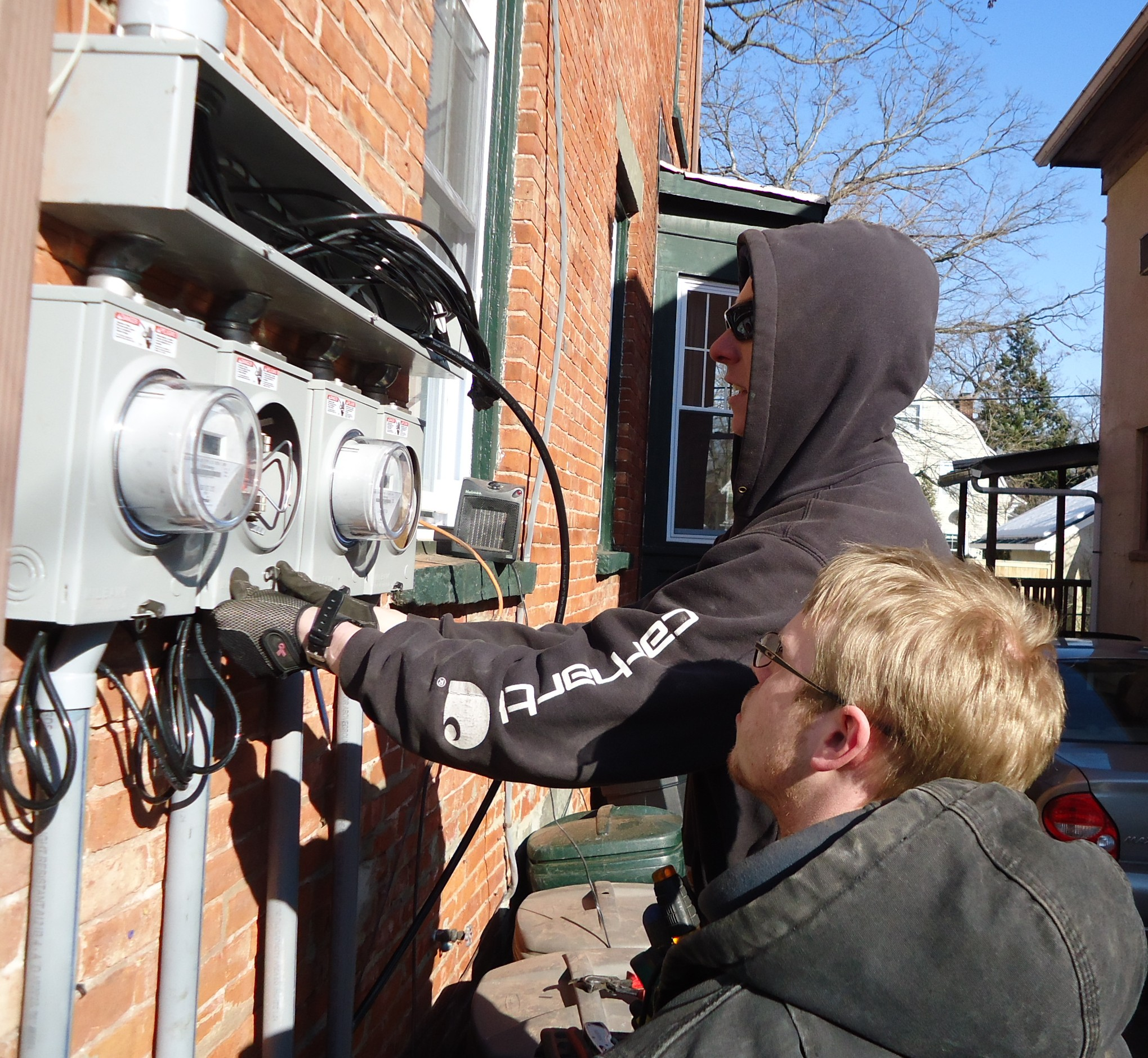
Eletricistas superando avaria em uma instalação residencial.

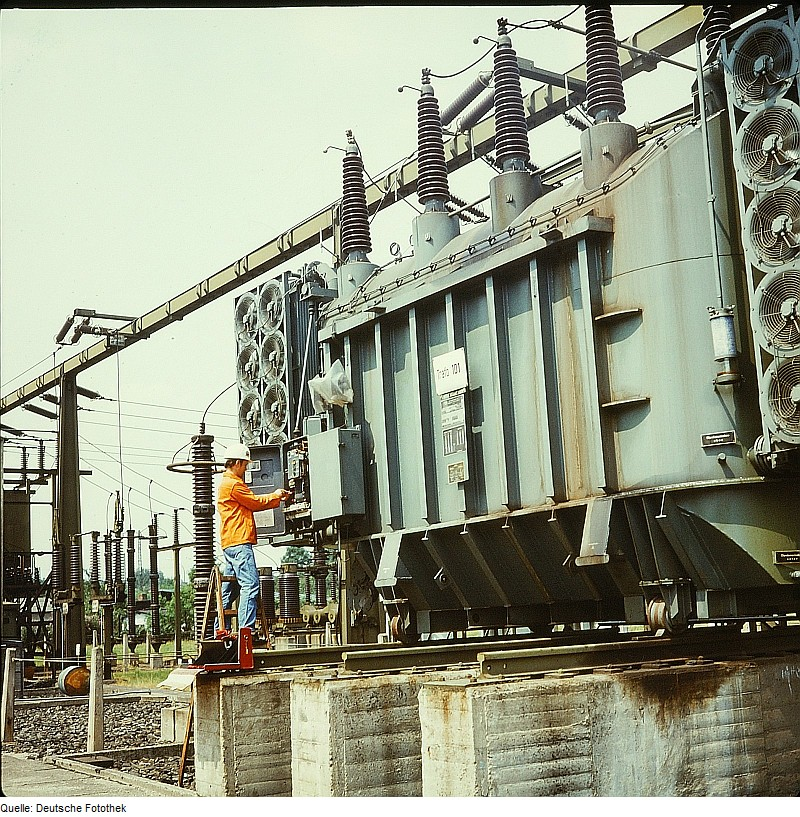
Eletricista perante os transformadores de potência em subestação.

O trabalho dos eletricistas é tarefa para responder as solicitações de instalações e reparações. Eles possuem habilidades em localizar defeitos nas instalações com problemas, execução de instalações residenciais, e reparação de avarias. Alguns eletricistas atuam na construção de grandes projetos, por exemplo, instalando um sistema elétrico. Outras áreas exclusivas ou especiais são: eletricistas navais, eletricistas pesquisadores, e eletricistas hospitalares.

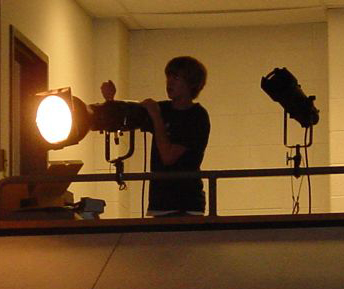
Eletricista focalizando a iluminação num palco.

"Eletricista" é o termo também usado em artes cênicas e cinema como um cargo, onde os eletricistas têm a função de focalizar e operar a iluminação do palco. Neste contexto o eletricista mestre é o chefe do show. Embora que eletricistas de teatro frequentemente exercem trabalhos elétricos ligados à instrumentos e equipamentos de iluminação para espetáculos, eles não fazem parte da ocupação elétrica, pois possuem diferentes adaptações, habilidades e qualificações em relação aos eletricistas que trabalham em instalações elétricas (residenciais, baixa tensão e alta tensão).
Na indústria cinematográfica e em produção de televisão, o principal eletricista é referido como chefe ou diretor.

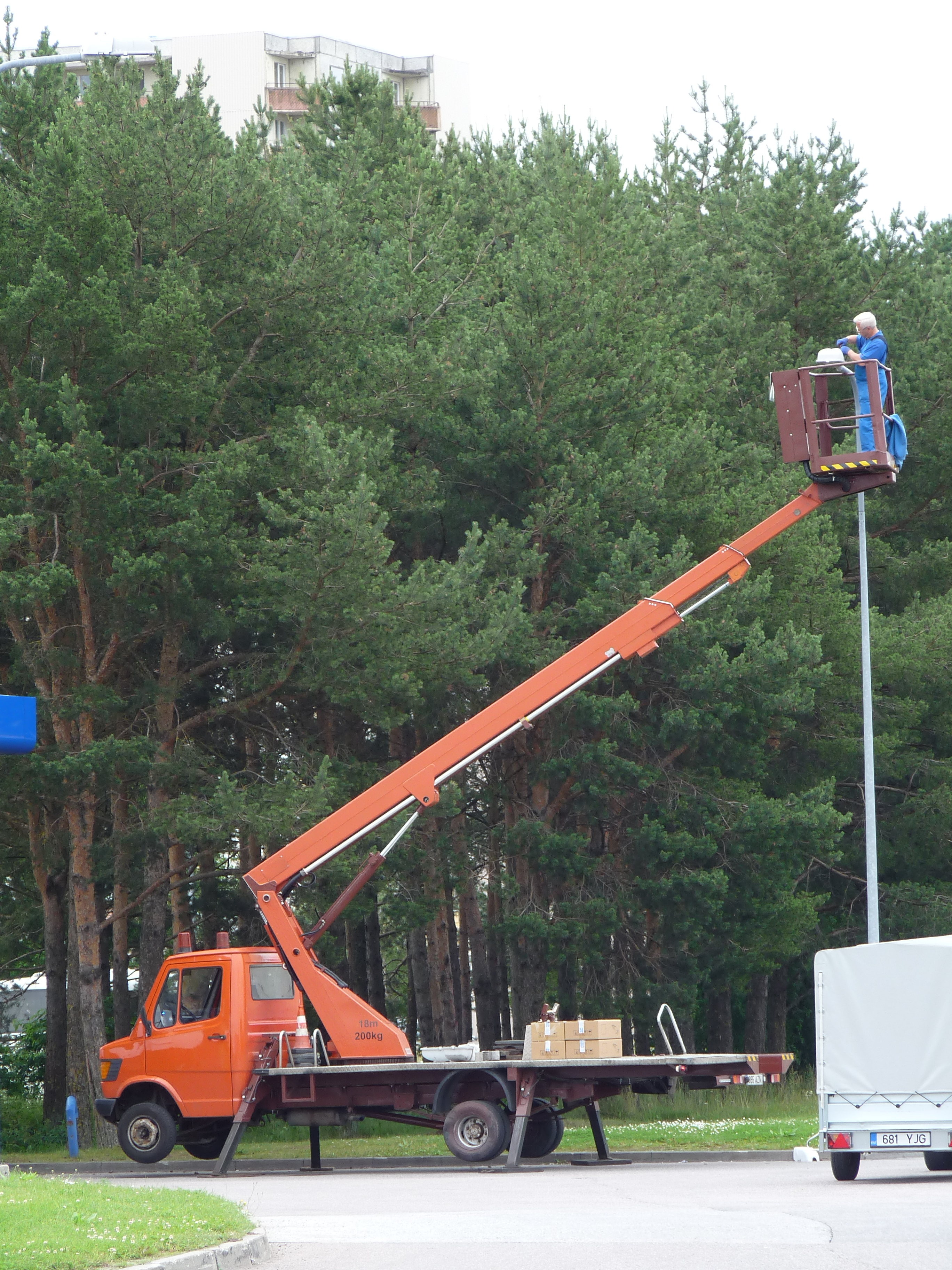
Eletricista fazendo manutenção em um poste de iluminação pública.

Os empreiteiros elétricos são aqueles que empregam eletricistas para projetar, instalar e fazer manutenção em redes elétricas. Eles são responsáveis pela criação de ofertas para novos empregos, contratando pessoas para trabalhar, e fornecendo materiais em momentos oportunos. Eles também estão em parceria com arquitetos, engenheiros eletricistas e de construção civil, e o plano para os clientes é terminar o produto.

## Competências
O eletricista (pode ser residencial, industrial ou predial) é aquele profissional ao qual cabe a instalação, a vistoria para o correto funcionamento e, quando necessário, o reparo de aparelhos elétricos, eletrônicos e redes de distribuição de energia elétrica.
Fazem parte dos conhecimentos de um eletricista saber discutir os custos de uma determinada tarefa com o cliente, interpretar corretamente os projetos (diagramas uni e multifilares) de atuais ou futuras instalações, o registro da tipo de problema que aconteceu e como foi reparado, a manutenção de aparelhos elétricos e sua eventual substituição, etc.

## Formação
Para exercer esta profissão é recomendável que a pessoa tenha o ensino médio completo, cursos de eletricidade e eletrônica básica, orientação da correta utilização de equipamentos de proteção individual (EPI) como luvas e óculos, por exemplo, utilização de computador e correto uso de aparelhos como multímetro, conhecer as normas técnicas que regem suas atividades e conhecer os procedimentos de segurança (primeiros socorros). Inicialmente, o eletricista é acompanhado por profissionais mais experientes para evitar acidentes e desperdícios de tempo e material.
Normalmente o curso completo para ser um eletricista engloba os seguintes conhecimentos :
1- Eletrotécnica: eletricidade, resistência elétrica, potência e energia, circuitos paralelos, em série e mistos, condensadores, magnetismo e eletromagnetismo, corrente contínua e alternada, sistemas mono, bi e trifásicos, transformadores, dínamos, motores e alternadores.
2- Instalações elétricas interiores: representação gráfica, símbolos das instalações elétricas e segurança das instalações residenciais, prediais e industriais.
3- Segurança em instalações elétricas: normas de segurança no campo elétrico, prevenção dos riscos elétricos e aterramento das instalações elétricas.
Dentre as habilidades que se fazem necessárias para esta profissão, podemos destacar a atenção (saber estar atento para ouvir e registrar informações), capacidade de resolver problemas, ser capaz de executar cálculos com eficácia, dominar as ferramentas de uso geral e de teste, ter boa visão e boa coordenação motora. E manter constante atualização, visto que sempre surgem novas tecnologias e aparelhos.

## Normalização
Muitas jurisdições têm regulado e restringido trabalhos elétricos por obrigações e razões de segurança para muitos riscos com a eletricidade. No campo da eletricidade foram criadas as normas nacionais (de cada país), e normas internacionais. No Brasil existem as normas Brasileiras (NBR) e em Portugal as normas portuguesas (NP). O órgão responsável pela normalização no âmbito internacional é a Comissão Eletrotécnica Internacional (CEI ou IEC). Além da CEI, é de referir ainda a Comissão Europeia de Normalização Eletrotécnica (CENELEC), organismo que tem como objetivo uniformizar as normas dos diferentes países da Europa.
Entre as regulamentações estabelecidas, destaca-se as seguintes:
- Regulamentos de segurança de instalações de utilização de energia elétrica (RSIUEE);
- Regulamentos de segurança de instalações coletivas de edifícios e entradas (RSICEE);
- Regras técnicas de instalações de baixa tensão (RTIBT);
- Regulamentos de segurança de linhas elétricas de alta tensão (RSLEAT).[6]

## Instrumentos de trabalho
Os eletricistas utilizam um conjunto de ferramentas e instrumentos em suas atividades.
Os mais comuns são:

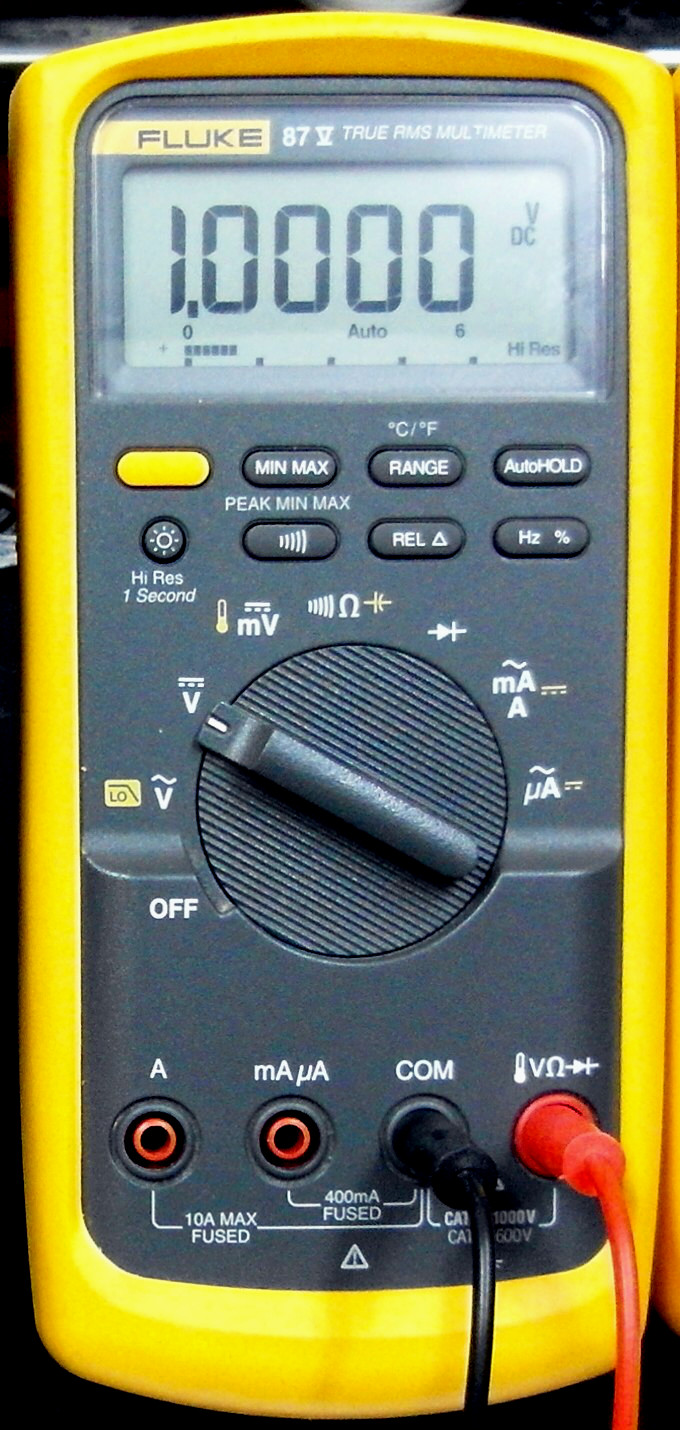
Multímetro digital

- Multímetro: É um aparelho utilizado para medição de grandezas elétricas. É disponível como analógico ou digital, e apresenta escalas para medição de tensão, corrente, resistência, continuidade e frequência.

Um berbequim com broca.

- Furadeira ou berbequim: É uma máquina utilizada para efetuar furos através de brocas.

- Alicate universal: É um tipo de alicate usado por eletricistas ou em outras profissões, para agarrar, deformar, e cortar condutores e cabos elétricos.

- Voltímetro: É um aparelho que os eletricistas usam para medir a diferença de potencial elétrico entre dois pontos num circuito.

- Amperímetro: Usado para medir a corrente elétrica.

- Capacete: Utilizado para proteger a cabeça de eventuais riscos.

Outros instrumentos são: martelo, fita métrica, alicate de corte, alicate de ponta, alicate escarnadora, alicate amperímetro, escada, botas, luvas, cinto de segurança, entre outros.

## Segurança

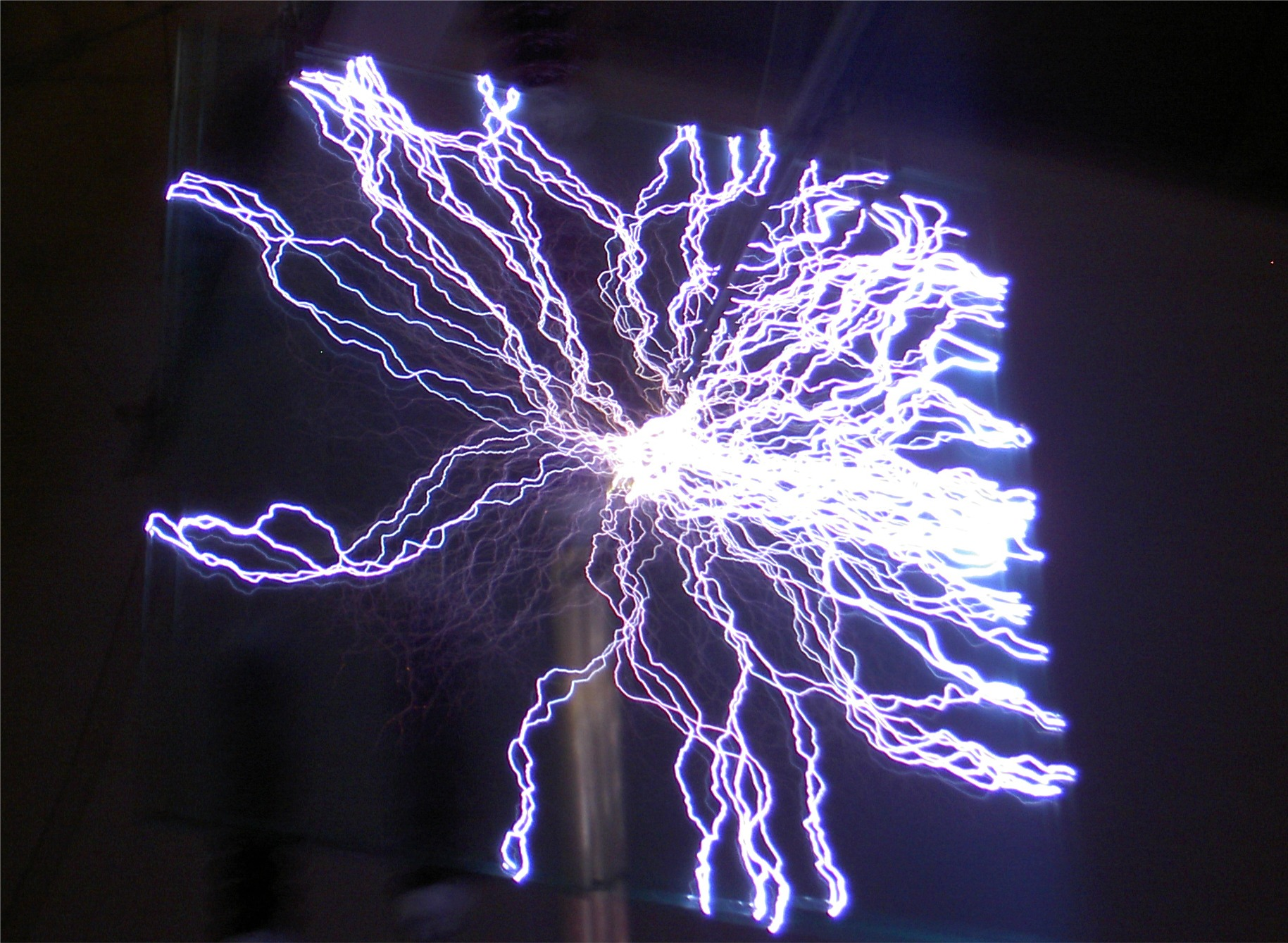
Arco elétrico

Símbolo internacional de segurança: "Atenção, risco de choque elétrico" (ISO 3864).

Além dos riscos no local de trabalho geralmente enfrentadas pelos trabalhadores industriais, eletricistas são também particularmente sujeitos a danos por eletricidade. Um eletricista pode experimentar um choque elétrico devido ao contato direto com condutores em circuitos energizados ou por falta de atenção, causados por falhas em um sistema. Um arco elétrico expõe aos olhos e à pele a quantidade perigosa de calor e luz. Aparelhagem com defeito pode causar um arco elétrico incidente com uma explosão resultante. Os eletricistas são treinados para trabalhar com segurança e tomar muitas medidas para minimizar o risco de lesões. Procedimentos de bloqueio são usados para certificar-se de que os circuitos estão desenergizados antes de qualquer trabalho a ser realizado. As luvas usadas por eletricistas têm isolamento e revestimentos de borracha, as botas de trabalho e capacetes são especialmente destinados para fornecer proteção contra choques. Se um sistema não pode ser desenergizado ao se trabalhar nele, são usadas ferramentas isoladas; até mesmo as linhas de transmissão em alta tensão podem ser reparadas enquanto energizadas, mas só quando existirem condições exigentes.

## Condições de trabalho
As condições de trabalho dos eletricistas variam de acordo com a especialização. Geralmente o trabalho de um eletricista é fisicamente exigente, como subir escadas e suprimentos de elevação. Ocasionalmente, um eletricista está sujeito a trabalhar em espaços apertados ou em andaimes, que pode ser frequentemente dobra, de cócoras ou de joelhos, para fazer conexões em locais difíceis. Eletricistas de construção podem gastar muito de seus dias em locais de trabalho ao ar livre ou semi ar livre, barulhentas e sujas. Eletricistas industriais podem ser expostos ao calor, poeira e ruído produzidos nestes locais de trabalho (industriais). Eletricistas de sistemas de energia podem ser chamados para trabalhar em qualquer momento do dia para fazer reparos de emergência.

## Organização

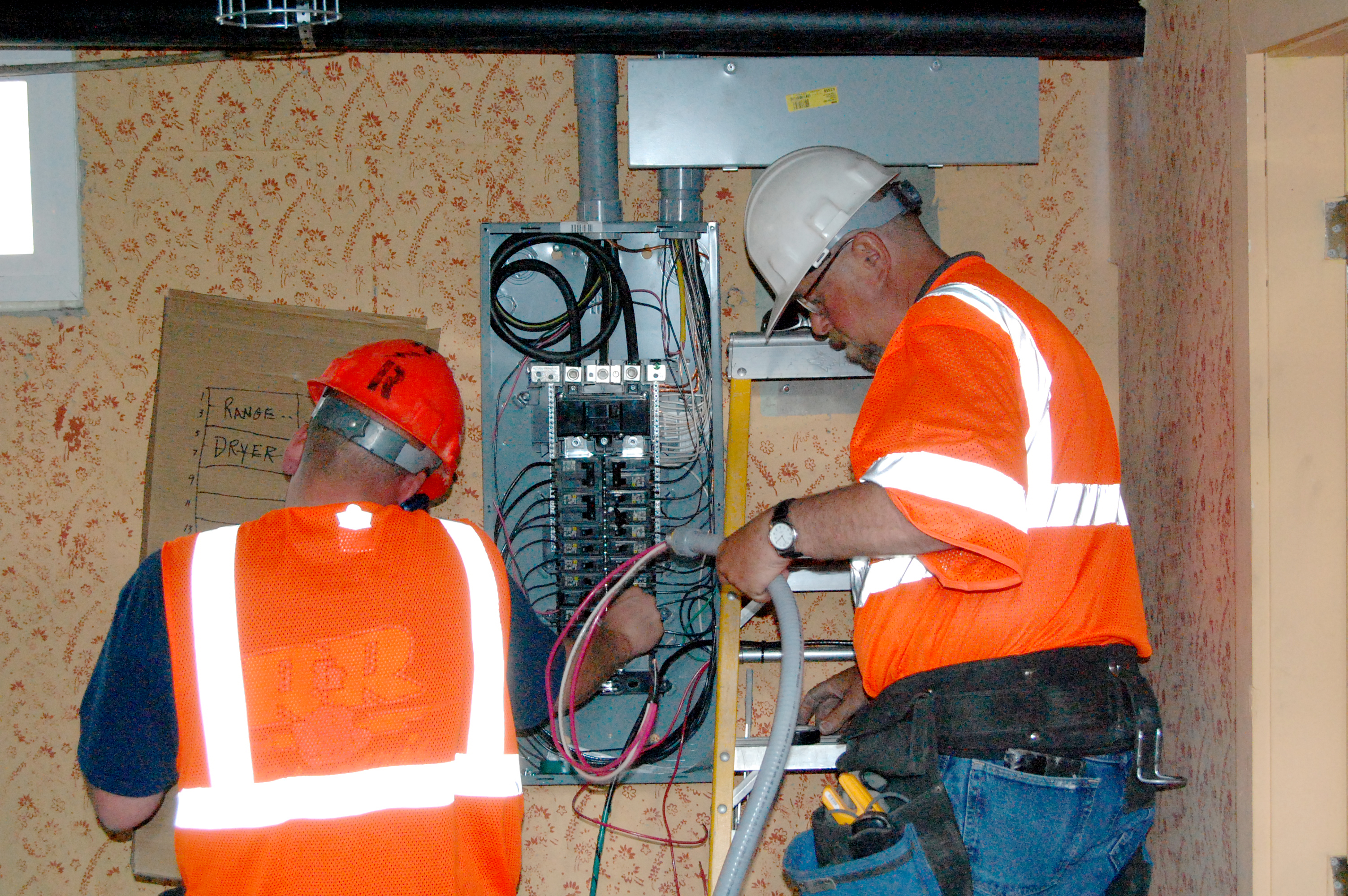
Eletricistas a instalar um quadro elétrico.

Os eletricistas são supervisionados por um mestre em suas atividades. Alguns são membros unidos, formados por associações, e exercem coletivamente suas atividades. Outros fazem parte de empresas e outros trabalham de forma individual.

## Eletricista auto
Eletricista auto é um especialista de instalações elétricas para veículos motorizados.

## Galeria de imagens

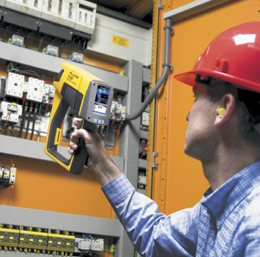
Eletricista num painel de comando industrial
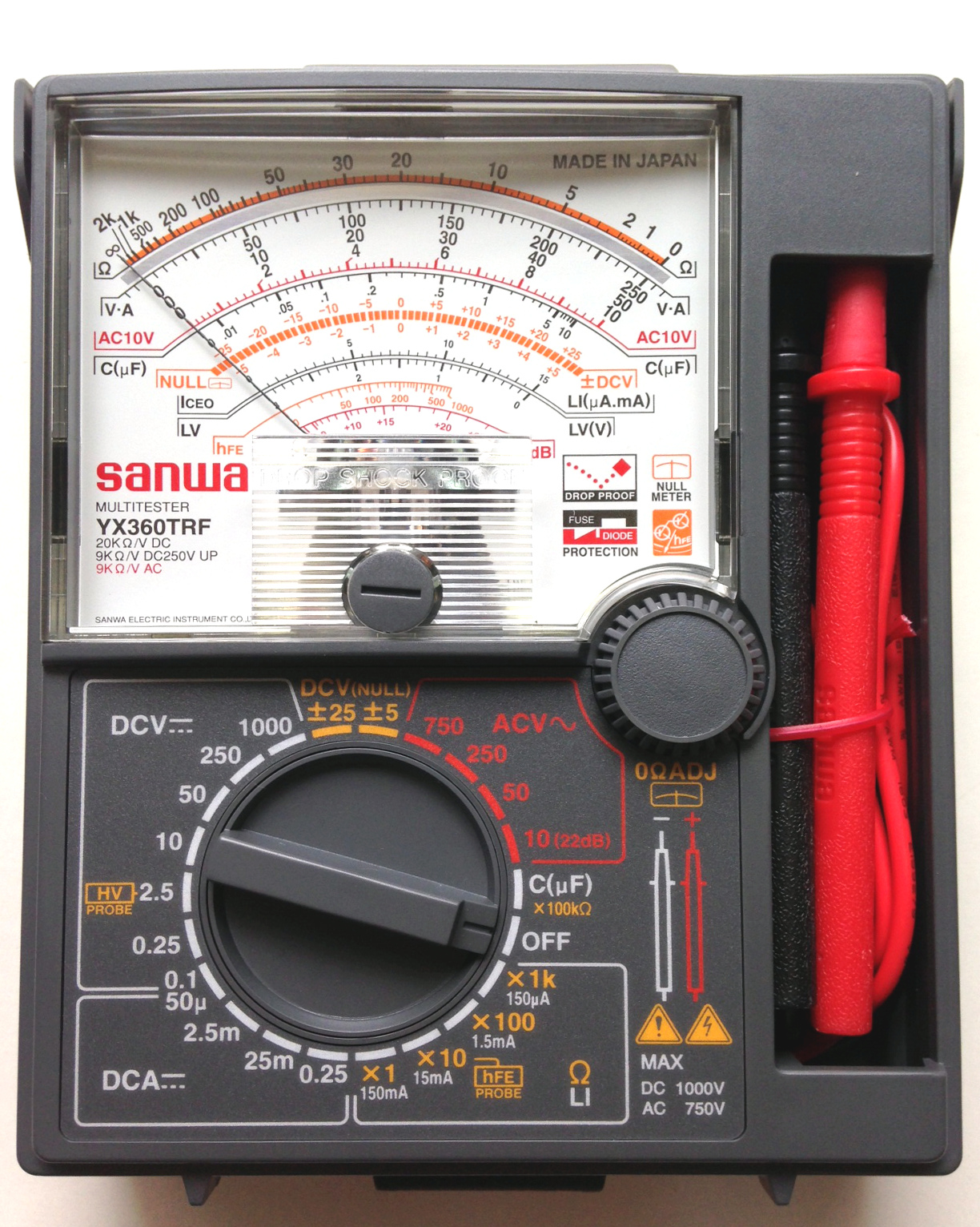
Multimetro analógico
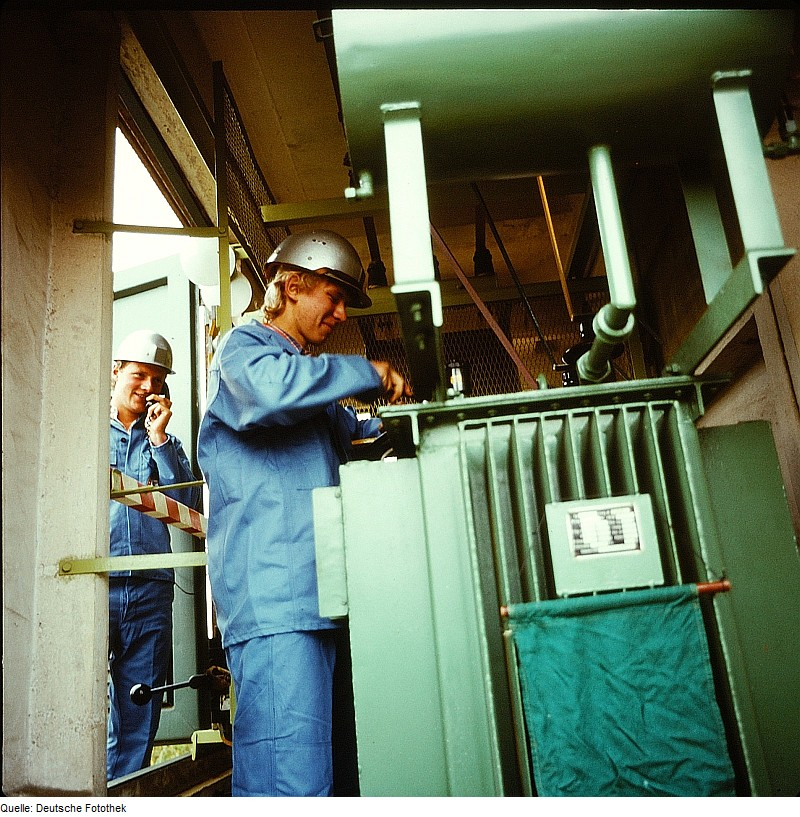
Eletricista no interior de um posto de transformação (PT)
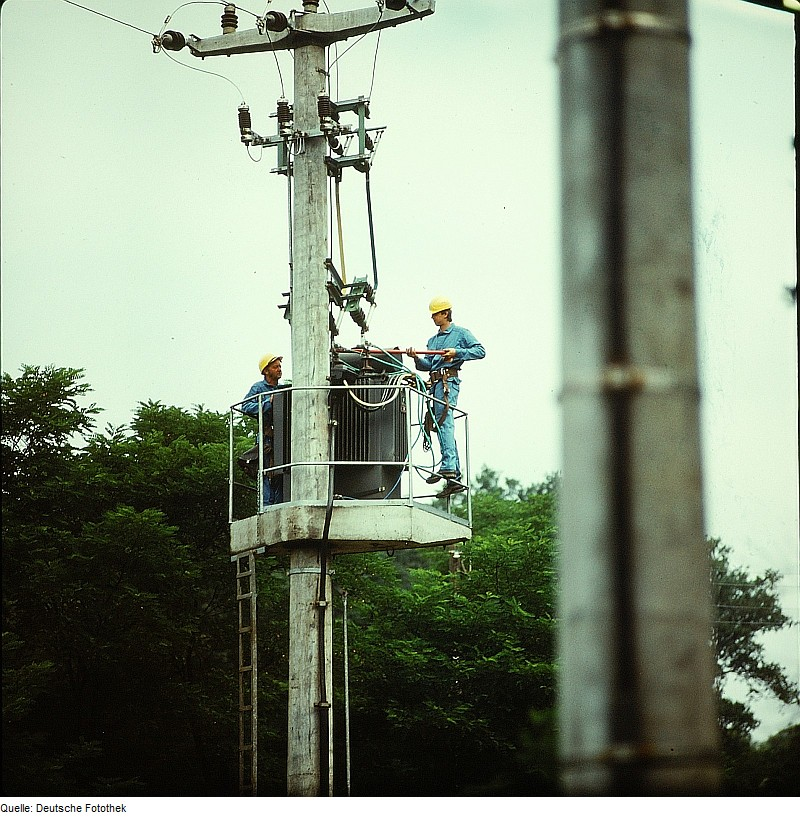
Eletricistas a fazer manutenção em um PT aéreo